# Justin Dentmon
Justin Dentmon, né le 5 septembre 1985, à Carbondale, dans l'Illinois, est un joueur américain de basket-ball. Il évolue au poste de meneur.

## Biographie
Il signe un contrat de 10 jours avec les Mavericks de Dallas en mars 2013.
À l'été 2013, il rejoint le Žalgiris Kaunas, club de première division lituanienne. Dentmon est nommé meilleur joueur de la 5e journée de l'Euroligue 2013-2014 avec 24 points (à 6 sur 6 à trois points et 2 sur 4 à 2 points) et 9 passes décisives pour une évaluation de 32 lors d'une victoire face à Brose Baskets. Il est aussi le meilleur joueur de la 6e journée du Top 16 avec 23 points (à 5 sur 10 à trois points), 5 rebonds et 6 passes décisives et une évaluation de 33 dans la victoire du Žalgiris face au KK Partizan Belgrade. Lors de la 14e et dernière journée de l'Euroligue, il est de nouveau choisi meilleur joueur. Dentmon réalise une évaluation de 40 (36 points dont 7 sur 11 à trois points, 5 rebonds et 3 passes décisives) dans une victoire face au Real Madrid.

## Palmarès
- MVP de la NBA Development League 2012
- 3e des Jeux panaméricains de 2011